# Lothar Matthäus
Lothar Herbert Matthäus (* 21. března 1961 Erlangen, Západní Německo) je bývalý německý fotbalista a v současnosti fotbalový trenér. V roce 1990, po tom, co jako kapitán dovedl německý fotbalový tým k vítězství na mistrovství světa, dostal ocenění Zlatý míč. O rok později získal jako první v historii cenu Hráč roku FIFA. V letech 1990 a 1999 získal v Německu ocenění Fotbalista roku. Pelé ho roku 2004 zařadil mezi 125 nejlepších žijících fotbalistů.

## Klubová kariéra
Matthäus začínal na pozici středopolař, na pozici obránce hrával přibližně od svých 30 let. S profesionální kariérou začal v bundesligovém klubu Borussia Mönchengladbach v roce 1979. V letech 1984 až 1988 hrával za FC Bayern Mnichov, za který získal dvakrát titul v lize a jednou získal německý fotbalový pohár. V roce 1987 se dostal do finále PMEZ, kde Bayern podlehl Portu 1-2.
V roce 1988 spolu s reprezentačním kolegou Andreasem Brehmem podepsal smlouvu s Interem Milán. Hned během první sezóny za Inter získal scudetto (titul v italské lize) a italský superpohár.
Od roku 1992 až do roku 2000 hrál opět za FC Bayern Mnichov. Tehdy za Bayern odehrál 189 zápasů ve kterých střelil 28 gólů.

## Reprezentační kariéra
Matthäus odehrál v reprezentaci celkem 150 zápasů. Byl na 5 MS (1982, 1986, 1990, 1994 a 1998) a 4 ME (1980, 1984, 1988 a 2000). Na MS odehrál rekordních 25 zápasů a získal nejdříve 2 stříbrné medaile (1982 a 1986) a v roce 1990 zlatou, když byl nejlepším hráčem svého týmu, i díky tomu získal Zlatý míč za rok 1990. Na ME získal zlatou medaili už v roce 1980, na domácí půdě v roce 1988 pak vypadli v semifinále.

## Trenérská kariéra
Jeho prvním působištěm byl rakouský klub Rapid Vídeň. Zde dosahoval smíšené výsledky. V prosinci 2002 ho angažoval Partizan Bělehrad, aby nahradil odstupujícího trenéra Ljubišu Tumbakoviće. S tímto klubem úspěchu dosáhl v sezóně 2002–03, když získal ligový titul a hlavně v Lize mistrů, kde v kvalifikaci eliminoval Newcastle United.
V prosinci 2003 náhle oznámil v Partizane konec a nástup na lavičce maďarské reprezentace. Od ledna do března 2006 krátce působil v brazilském klubu Atlético Paranaense. V sezóně 2006–07 trénoval rakouský klub Red Bull Salzburg. Po tom trénoval v Izraeli, v klubu Maccabi Netanya. Po ukončení angažmá v tomto klubu byl blízko k podpisu smlouvy s maďarským klubem FC Fehervár, ale nakonec se tak nestalo. Klub ani Matthäus příčiny nezveřejnili.